# Боркин (хутор)
Бо́ркин — хутор в Неклиновском районе Ростовской области.
Входит в состав Андреево-Мелентьевского сельского поселения.

## Население
| 2010 |
| ---- |
| 65   |

## Улицы
- пер. Горный,
- пер. Дачный,
- ул. Солнечная.